# Mark Teixeira
Mark Charles Teixeira (født 11 April 1980) også kalder Tex. Tidligere amerikansk baseball stjerne som spillede 14 sæsoner i den amerikanske MLB liga for holdene Texas Rangers, Atlanta Braves, Los Angeles Angels of Anaheim og New York Yankees. Han kom på ligaens All-Star hold i årene 2005, 2009 & 2015. Og var med til vinde World Series i 2009 med New York Yankees.